# Фартушняк Дмитро Іванович
Фартушняк Дмитро Іванович  (7.10.1922-9.01.2007) — краєзнавець, педагог-дослідник, музейник, громадський діяч, Заслужений працівник культури України.

## Біографія
Д.І. Фартушняк народився у с.Давидівка Голованівського району Кіровоградської області. Після закінчення Підвисоцької середньої школи в 1939—1941 роках навчався в Одеському індустріальному інституті на хіміко-технологічному факультеті.
У липні 1941 року був призваний до лав Червоної Армії, ставши бійцем розвідувального батальйону Приморської армії Південного фронту. Брав участь в  обороні Одеси, отримав поранення у ногу і був захоплений у полон румунськими військами. Ув'язнений у таборі військовополонених, що знаходився у селищі Індепеденца (Румунія), звідки у квітні 1944 року здійснив втечу. З 15 квітня 1944 року — боєць 22-ї танкової бригади 6-ї гвардійської танкової армії, в складі якої брав участь у бойових діях на 2-му та 3-му Українських фронтах (Молдова, Румунія, Угорщина, Австрія, Чехословаччина, зокрема, у Яссько-Кишинівській, Будапештській, Празькій та Віденській військових операціях). У серпні 1945 року воював у складі 18-ї гвардійської танкової армії на Забайкальському фронті. 6 грудня 1945 року був демобілізований з лав Радянської Армії. Нагороджений трьома орденами — орденом Слави ІІІ ступеня, Вітчизняної війни ІІ ступеня, За мужність ІІІ ступеня та 17-ма медалями
У 1948 році Д.І. Фартушняк закінчив у Москві Центральні курси заочного вивчення іноземних мов, а в 1952 з відзнакою — історичний факультет Одеського державного університету. У повоєнний час працював учителем математики і німецької мови Семидубської семирічної школи; учителем історії, математики та англійської мови Полонинської семирічної школи, а згодом — учителем історії Перегонівської середньої школи. З 1953 по 1994 рік він трудився у  загальноосвітній школі села Підвисоке.
Разом з однодумцями-колегами та учнями збирав матеріали з місцевої історії. На основі цієї збірки у 1967 році було створено історичний музей, експозиції якого розповідають про участь односельчан у Другій світовій війні (увічнено пам'ять про 296 воїнів-земляків).
Д.І. Фартушняк вперше дослідив історію  Зеленобрамської битви - кровопролитних боїв у районі Умані, Новоархангельська, Підвисокого, Копенкуватого у серпні 1941 року, де були оточені та розгромлені 6-а і 12-а радянські армії. На основі зібраних ним документальних матеріалів учасник цих подій Євген Долматовський написав історико-публіцистичний нарис «Зелена брама», який неодноразово перевидавався.

1970 року у співавторстві з К. Лівшицем Д.І. Фартушняк написав історичний нарис про Підвисоке для проекту «Історія міст і сіл Української РСР Кіровоградська область».
Дмитро Іванович з 1967 по 2002 роки – незмінний директор музею села Підвисокого, за 35 років зібрав понад 3 тисячі експонатів, провів 5 тисяч екскурсій. Загальний трудовий стаж Дмитра Івановича 47 років.
У 1974 році сільському музею присвоєно звання «Народний», а Дмитру Івановичу Фартушняку – звання Заслужений працівник культури Української РСР.
У 2000 році він став лауреатом обласної краєзнавчої премії імені Володимира Ястребова.
Нагороджений знаком «Відмінник народної освіти УРСР» і «Отличник просвещения СРСР». В грудні 2003 року йому присвоєно також звання "Почесний громадянин села Підвисоке".
Помер 9 січня 2007 року, похований у селі Підвисоке Новоархангельського району Кіровоградської області.

## Увічнення пам'яті
- Меморіальна дошка, встановлена на приміщенні Підвисоцької загальноосвітньої школи І-ІІІ ступенів імені Т.Г.Шевченка Новоархангелького району Кіровоградської області.

Меморіальна дошка Д.Фартушняку

- Наукова конференція 5 серпня 2011 року «Зелена брама: героїзм-трагедія-пам’ять» у Підвисоцькій загальноосвітній школі І-ІІІ ступенів імені Т.Г.Шевченка, матеріали якої видруковані у спеціальному випуску Краєзнавчого вісника «Зелена Брама: героїзм – трагедія – пам’ять».

## Звання і нагороди
- орден Слави ІІІ ступеня, орден Вітчизняної війни ІІ ступеня, орден "За мужність" ІІІ ступеня.
- Відмінник народної освіти УРСР.
- Отличник просвещения СРСР.
- Почесний громадянин села Підвисоке.
- лауреат обласної краєзнавчої премії імені Володимира Ястребова за 2000 рік.